# Alban Edward Quinn
Alban Edward Quinn OCarm (* 14. Juni 1924 in Toronto; † 15. September 2010 in Lima) war ein kanadischer Ordensgeistlicher und Apostolischer Administrator von Sicuani.

## Leben
Alban Quinn war der Sohn von Edward Quinn und Lillian Quinn geb. Wilson. Er besuchte die St. Thomas Aquinas Parish School seiner Heimatstadt und trat nach dem Schulabschluss in das Noviziat der Karmeliten ein. Er wurde 1949 ordiniert. Im Jahr darauf wurde er neue Mission der Karmeliten in Lima entsandt, wo er in der Pfarrei Unserer Lieben Frau vom Berg Karmel arbeitete. Er blieb dort für die nächsten 20 Jahre in verschiedenen Funktionen tätig.
Papst Paul VI. ernannte ihn am 12. Juli 1971 zum Apostolischen Administrator der Territorialprälatur Sicuani. Bis zu seinem altersbedingten Rücktritt im Juli 1999  entwickelte er zahlreiche Programme, die den Armen und Kranken Schutz und Pflege boten, und sorgte für den Bau von Kirchen und Schulen sowie eines Seminars. 1993 erhielt er für seine Arbeit den peruanischen Menschenrechtspreis.